# آی‌ئی‌سی ۶۱۸۵۰
پروتکل IEC-61850، پروتکل اختصاصی سیستم اتوماسیون پست می‌باشد. این پروتکل بر پایه پروتکل TCP/IP بوده و دارای قابلیت‌هایی است که تا حدی محدودیت‌های سیستم اتوماسیون را برطرف می‌کند. آنچه که در بخش‌های قبل گفته شد در مورد شبکه‌های کامپیوتری بود. حال اگر به جای کامپیوترها، رله‌ها و تجهیزات اندازه گیری مستقر شوند، هرچند موارد فوق در مورد آن‌ها نیز صدق می‌کند اما شبکه دچار محدودیت‌هایی می‌گردد.
یکی از مهمترین محدودیت‌های سیستم اتوماسیون این است که تجهیزات ساخته شده توسط سازنده‌های مختلف نمی‌توانند به درستی ارتباط برقرار کنند زیرا هریک دارای پروتکل و ساختار متفاوتی می‌باشند و در واقع بین دو تجهیز از دو سازنده مختلف ارتباط پذیری  وجود ندارد. بنابراین هدف از تدوین استاندارد و پروتکل IEC-61850 تعریف یک چارچوب برای ایجاد ارتباط پذیری بین تجهیزات سازندگان مختلف است. علاوه برآن، این پروتکل بر اساس تکنولوژی GOOSE  طراحی شده‌است که تجهیزات پست به عنوان یک شی در نظر گرفته می‌شوند. یکی از قابلیت‌های مهم تکنولوژی GOOSE  امکان برقراری ارتباط مستقیم بین دو تجهیز می‌باشد که در آن دو تجهیز متصل به شبکه می‌توانند به یکدیگر اطلاعات ارسال نمایند. لذا این پروتکل یک زبان ارتباطی اختصاصی پست با قابلیت اطمینان بالا می‌باشد.
با ظهور پروتکل IEC-61850 که خاص سیستم‌های اتوماسیون پست‌ها است می‌توان سطح Process را نیز دیجیتالی نمود. البته برای این کار لازم است تجهیزات فشارقوی ارتقا یافته و مجهز به ورودی و خروجی‌های نیومریک شوند. لازم به ذکر است طول هر بسته داده در این پروتکل ۹۸۲ بیت است که ۵۵۲ بیت آن اطلاعات مفید می‌باشد. همچنین کنترل خطا در این پروتکل بر اساس روش ایست و انتظار بوده و دسترسی به شبکه آن بر اساس راهبرد ۱- Persistent CSMA می‌باشد که در بخش‌های بعدی توضیح داده می‌شوند.